# Капракија (Терамо)
Капракија (итал. Capracchia) је насеље у Италији у округу Терамо, региону Абруцо.
Према процени из 2011. у насељу је живело 78 становника. Насеље се налази на надморској висини од 263 м.